# Andigena nigrirostris
El tucán celeste o terlaque pechiazul, (Andigena nigrirostris) es un ave de la familia Ramphastidae que habita en los bosques húmedos de las montañas de los Andes, en Ecuador, noroeste de Perú, Colombia y Venezuela, entre los 1.600 y 3.200 m s. n. m.

## Descripción
Mide en promedio 51 cm de longitud y su pico tiene entre 10 y 11 cm de largo. El plumaje es negro en la parte superior, la garganta y el babero abultado son blancos, el pecho azul claro le da el nombre, la base inferior de la cola es roja, la superior amarilla y la punta de la cola es castaña. El pico es castaño obscuro a negruzco y la piel alrededor de los ojos, amarilla, verdosa o azulada.

## Comportamiento
Generalmente busca alimento en parejas en la parte alta del bosque.